# 미네소타 머스키스
미네소타 머스키스(영어: Minnesota Muskies)는 미네소타주 블루밍턴을 연고지로 하는 1967년부터 1968년까지 ABA 동부 디비전 소속 프로 농구 팀이다. 홈 구장은 메트로폴리탄 스포츠 아레나이다.
1968년 연고지를 플로리다주 마이애미 (마이애미 플로리디안즈/더 플로리디안즈(영어: Miami Floridians/영어: The Floridians))로 이전했다.
1989년부터 현재까지 같은 연고지(미네소타주 미니애폴리스)에 미네소타 팀버울브스(영어: Minnesota Timberwolves)가 있다.

## 역대 홈경기장
| 경기장                     | 사용기간      | 수용인원 | 장소                | 비고 |
| -------------------------- | ------------- | -------- | ------------------- | ---- |
| 미네소타 머스키스          |               |          |                     |      |
| 메트로폴리탄 스포츠 아레나 | 1967년~1968년 | 16,000명 | 미네소타주 블루밍턴 | 빈칸 |

## 역대 감독
| 감독              | 임기          |
| ----------------- | ------------- |
| 미네소타 머스키스 |               |
| 짐 폴라드         | 1967년~1968년 |

## 같이 보기
- 미네소타 팀버울브스
- 미네소타 링크스